# Drepanosticta nietneri
Drepanosticta nietneri är en trollsländeart som först beskrevs av Fraser 1931.  Drepanosticta nietneri ingår i släktet Drepanosticta och familjen Platystictidae. Inga underarter finns listade i Catalogue of Life.